# Feuersteinbergwerk von Abensberg-Arnhofen

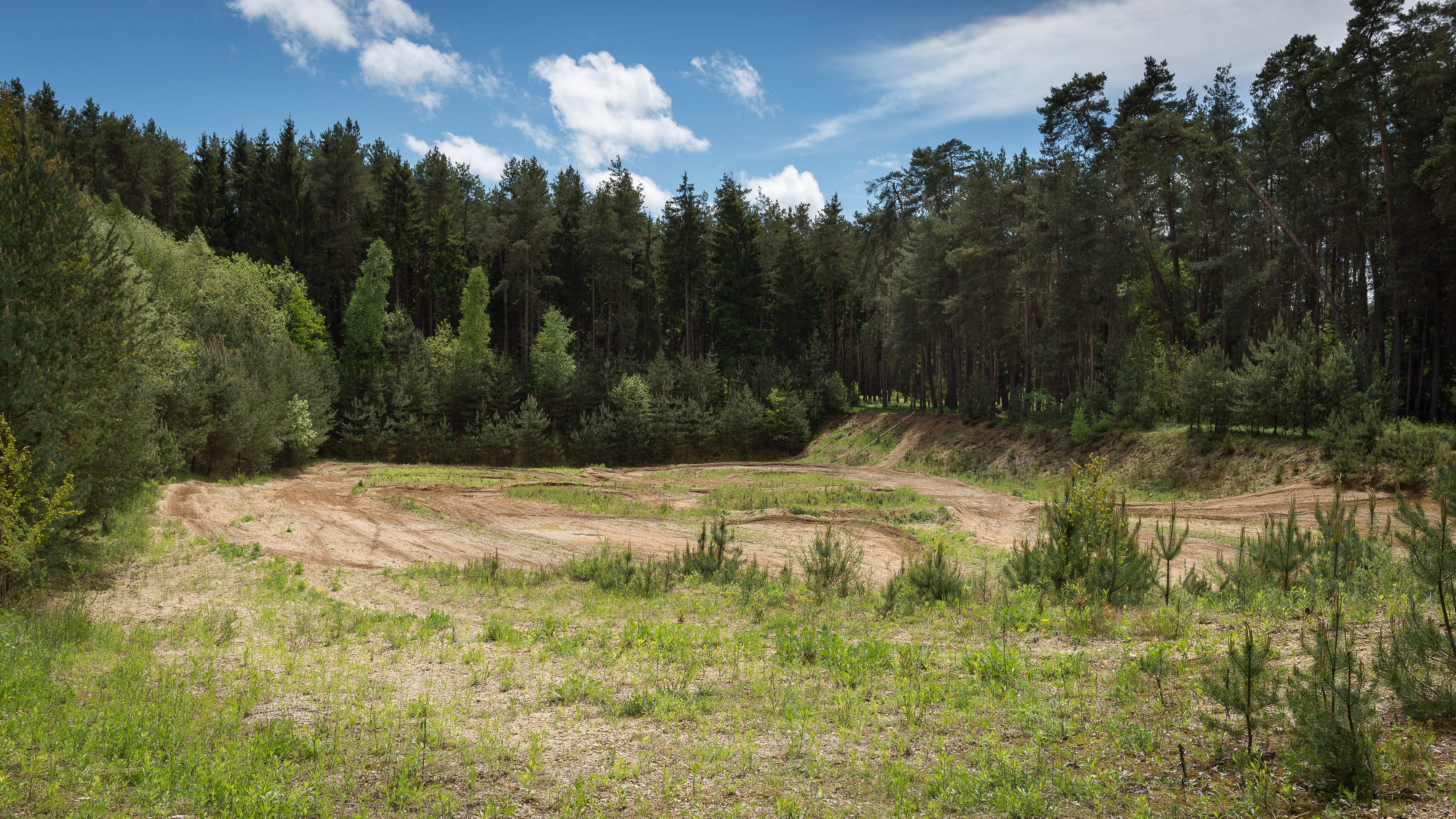
Die Grabungsfläche des Jahres 2001 ist heute mit Sand und Kies abgedeckt (Foto von 2021)

Lage

Das Feuersteinbergwerk von Abensberg-Arnhofen ist ein Bergwerk aus dem Neolithikum insbesondere zur Zeit der bandkeramischen Kulturen, in welchem der zur Herstellung von Werkzeugen und Waffen begehrte Feuerstein und Hornstein abgebaut wurde. Es befindet sich zwei Kilometer südsüdöstlich des Ortsteils Arnhofen der niederbayerischen Stadt Abensberg. Forscher sehen in dem Bergwerk ein montanarchäologisches Bodendenkmal von internationaler Bedeutung.

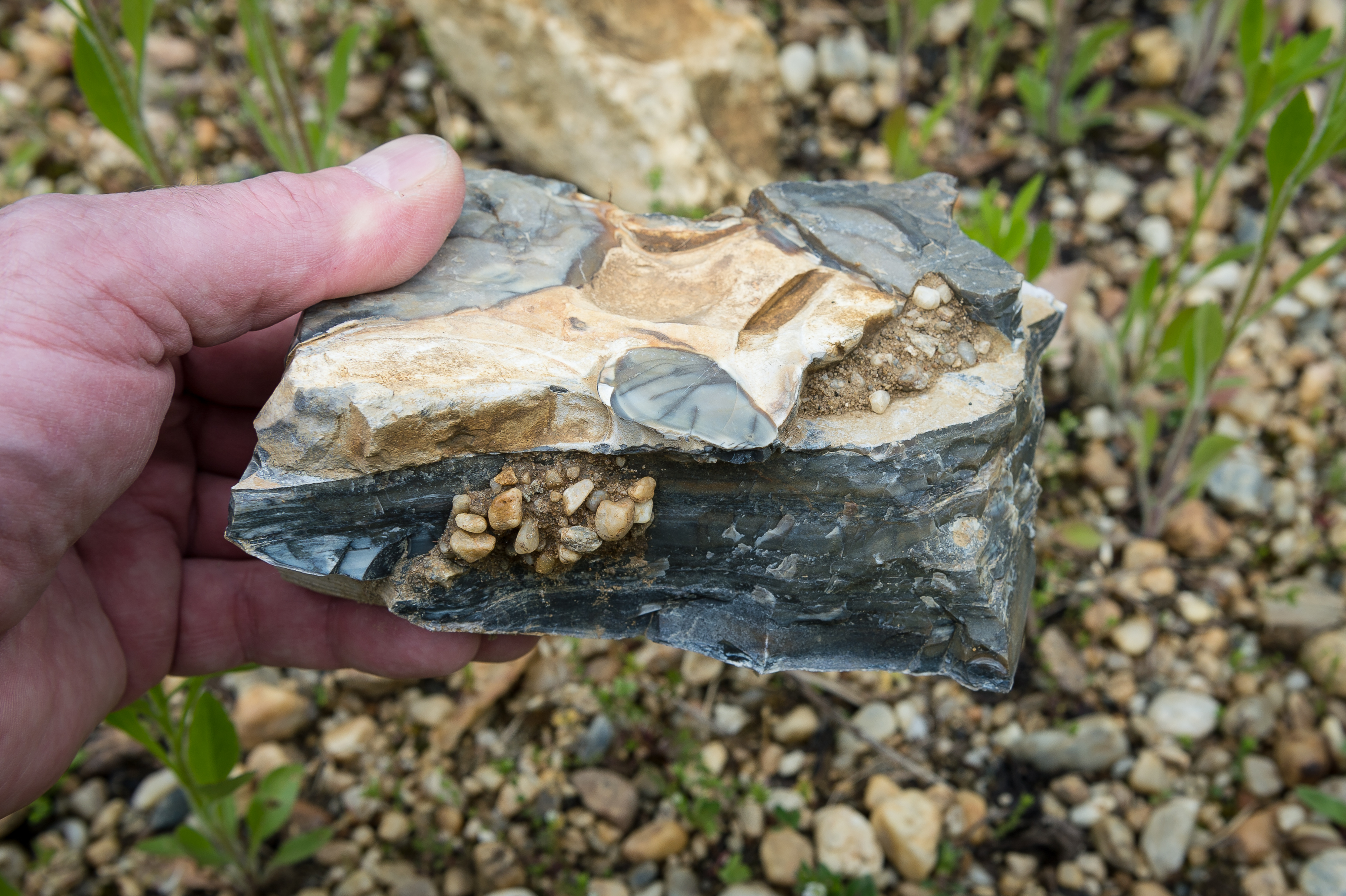
Plattenhornstein vom Typ Abensberg-Arnhofen, Handstück

Das Feuersteinbergwerk ist eines der größten seiner Art in Mitteleuropa und eines der größten Bodendenkmäler Bayerns. Hier wurde schwerpunktmäßig zwischen 5000 und 4000 v. Chr. von jungsteinzeitlichen Bergleuten auf einer Fläche von etwa 40 ha der Bayerische Hornstein, eine Feuersteinart in Plattenform, in rund 120.000 Schächten abgebaut. Forscher vermuten, dass das Bergwerk etwa 1000 Jahre lang genutzt wurde. Der Abbau erfolgte bis zu einer Tiefe von acht Metern. Wegen seiner guten Bearbeitungseigenschaften war dieser Feuerstein sehr beliebt und wurde sowohl vor Ort verarbeitet als auch mehr als 400 km weit verbreitet, nach Norden bis an die Ruhr, aber auch entlang der Donau (siehe auch Feuersteinstraße). Seit dem Mittelneolithikum löste der Kelheimer Plattenhornstein den Rijckholt-Feuerstein als wichtigstes Rohmaterial ab.
Da der Rohstoff unter Kies- und Sandschichten lag, mussten bergmännische Abbauverfahren angewendet werden. So lassen sich in Arnhofen Spuren des so genannten Duckelbaus nachweisen. Das bedeutet, dass etwa 6 bis 8 Meter tiefe und rund zwei Meter breite, senkrechte Schächte abgeteuft wurden. Diese Schächte wurden dann an der Sohle teilweise auf etwa drei Meter Durchmesser erweitert. Nach dem Abbau des Feuersteins verfüllten die frühzeitlichen Bergleute die Schächte wieder.
Entdeckt wurde das Bergwerk in den 1980er Jahren. Seit 1984 fanden erste Grabungen des Bayerischen Landesamtes für Denkmalpflege statt. Durch den Betrieb von Sand- und Kiesgruben in der unmittelbaren Umgebung der archäologischen Fundstätte ist diese in ihrem Bestand bedroht. Durch neue Kiesgruben wurden neue Schächte angeschnitten. Daher wird das Bergwerk im Rahmen von Rettungsgrabungen seit Juli 1998 von der Kreisarchäologie Kelheim erforscht.
Die Ausgrabungen erfolgen in Kooperation mit den Instituten für Ur- und Frühgeschichte der Universitäten in Köln und Frankfurt. Finanziert wird das Ausgrabungsprojekt von der Deutschen Forschungsgemeinschaft (DFG).
Ein Querschnitt durch einen typischen Bergwerksschacht kann im Stadtmuseum Abensberg besichtigt werden.
Koordinaten: 48° 49′ 36″ N, 11° 52′ 51″ O